# June (Lied)
June ist ein Lied der deutschen Popsängerin Becks aus dem Jahr 2023.

## Entstehung und Artwork
Das Lied wurde von der Interpretin selbst, zusammen mit der Singer-Songwriterin Madeline Juno und dem Bassisten Marco Lesche (Fux), geschrieben. Letzterer zeichnete darüber hinaus auch für die Produktion verantwortlich. Das Mastering erfolgte unter der Leitung von HP Mastering Hamburg.
Auf dem Frontcover der Single ist – neben Künstlernamen und Liedtitel – Becks zu sehen. Es zeigt sie oberkörperfrei mit einer Zigarette in der linken Hand und dem Rücken zum Betrachter gerichtet, während sie aus einem Fenster schaut. Die Fotografie entstand durch Felix (Lesauerbrey). Becks selbst präsentierte das Coverbild erstmals am 10. April 2023 über die sozialen Medien mit dem Kommentar: „Niemand liebt die Sonne mehr als ich“.

## Veröffentlichung und Promotion
Die Erstveröffentlichung von June erfolgte als Single am 30. Juni 2023. Diese erschien als digitaler Einzeltrack zum Download und Streaming durch Warner Music. Warner Music war zudem auch für den Vertrieb zuständig, verlegt wurde das Lied durch Budde Music Publishing und Universal Music Publishing.
Becks veröffentlichte am 17. Juni 2023 erstmals einen Teaser zu June über ihre sozialen Medien. Dabei schrieb sie: „Passend zum #pridemonth ein #wlw (Women Love Women) Sommer-Song ☀️🏳️‍🌈“. Drei Tage später stand der Titel zum Vorbestellen bereit.

## Inhalt
| „Oh, du tust so gut. Komm, wir legen uns in den Sommerregen. Ich nenn’ dich June, was wir tun. Soll meinetwegen ruhig jeder seh’n.“ – Refrain, Original | Der Liedtext zu June ist in deutscher Sprache verfasst. Die Musik und der Text wurden gemeinsam von Becks, Madeline Juno und Marco Lesche geschrieben beziehungsweise komponiert. Musikalisch und stilistisch bewegt sich das Lied im Bereich der Popmusik. Das Tempo beträgt 94 Schläge pro Minute. Die Tonart ist F-Dur. Inhaltlich handelt das Lied von gleichgeschlechtlicher Liebe („Hätt’ nicht gedacht, dass ich mich nochmal verlieben kann“), in der Becks von ihrer Liebe zu einem Mädel namens „June“ singt. „June“ ist zugleich die englische Übersetzung des Kalendermonats Juni, womit Becks auch auf den Pride Month anspielt, der in ebendiesem stattfindet. Aufgebaut ist das Lied auf einem Intro, zwei Strophen, einem Refrain und einer Bridge. Es beginnt mit dem Intro, das als Vierzeiler geschrieben wurde. An dieses schließt sich die erste Strophe an, die sich als Septett zusammensetzt. Auf die erste Strophe setzt erstmals der Refrain ein. Es folgt die zweite Strophe, die ebenfalls aus sieben Zeilen besteht, allerdings mit längeren Zeilen. Auf die zweite Strophe folgt zunächst der Prechorus, ehe der Hauptteil des Refrains einsetzt. Nach dem zweiten Refrain setzt als musikalisches Zwischenspiel die sechszeilige Bridge ein, ehe das Lied mit dem dritten Refrain endet. |

## Musikvideo
Das Musikvideo zu June feierte seine Premiere am Tag der Singleveröffentlichung. Es beginnt damit, dass Becks alleine in der Nacht, bis zum Morgengrauen, durch die Straßen Berlins rennt. Nach etwa einer Minute trifft sie am Tage auf zwei Freundinnen (gespielt von Emma.slzm und Padalicatatts), mit denen sie in einem Kiosk einkauft. Nach dem Einkauf fahren sie gemeinsam auf Fahrrädern zu einem Hochhaus, wo sie sich zusammen auf der Dachterrasse, bis zur Dämmerung, Handyaufnahmen auf einer selbstgebauten Leinwand anschauen. Die Gesamtlänge des Videos beträgt 2:42 Minuten. Regie führte der Hamburger Art- und Visuelldirektor Julius Eirund (Eiundrund). Bis September 2023 zählte das Video über 700 Tausend Aufrufe bei YouTube.

## Mitwirkende
| Liedproduktion - Madeline Juno: Komposition, Liedtext - Marco Lesche (Fux): Komposition, Liedtext, Musikproduktion - Rebecca Thomalla (Becks): Gesang, Komposition, Liedtext Musikvideo - Julius Eirund (Eiundrund): Kamera, Regie, Schnitt - Emma (Emma.slzm): Schauspielende Person - Fausto León (Lucanorak): Szenenbild - Jil (Padalicatatts): Schauspielende Person - Justin Luca (Fausto): Kamera | Visualisierung - Felix (Lesauerbrey): Fotografie (Cover) Unternehmen - Budde Music Publishing: Verlag - HP Mastering: Mastering - Universal Music Publishing: Verlag - Warner Music: Musiklabel, Vertrieb |

## Rezeption

### Rezensionen
Lukas Schumacher von 1 Live ist der Meinung, dass Becks auf June ungeniert den Sommer, das Leben, die Musik und die Leichtigkeit aber vor allem auch die Liebe feiere. Dabei würde sie auf die großen Bilder setzen und versuche gar nicht erst ihre Gefühle zu verstecken. Auch musikalisch liefere das Stück ausschließlich „positive und sommerliche Vibes“. Während der Sound im Intro und den Strophen noch mit einer eingängigen Bassline und minimalem Schlagzeug auskomme, würden die Gefühle im Refrain explodieren und kurz vor Schluss in ein größeres Arrangement münden, um aus June endgültig den perfekten Titel für heiße Spätsommertage zu machen.
Das LGBTI-Onlinemagazin Queer.de kürte June zum „Video des Tages“ und beschrieb das Lied als ultimative „Feelgood-Hymne“ für die heiße CSD-Saison.
Das Online-Magazin Diffus kürte June zur „Empfehlung des Tages“. „June“ sei eine fiktive, idealisierte Person, deren Name zusätzlich als Anspielung auf den Pride Month Juni funktioniere. Während die letzte Single Fluch eher düster-elektronisch daherkomme und musikalisch ein wenig an Billie Eilish erinnert habe, ziehe durch June nun Leichtigkeit auf. Mit dem euphorischen Sommer-Pop-Sound, der vor allem im Refrain explodiere und seinen Höhepunkt finde, mache das Lied Lust auf warme Tage und verliebt sein. So sei June eine eingängige „Regenbogen-Hymne“ für den Pride Month, aber auch ein perfekter „Feel-Good-Track“ für jeden anderen Sommermonat.

### Charts und Chartplatzierungen
June verfehlte nach seiner Erstveröffentlichung den Einstieg in die offiziellen Singlecharts, konnte sich jedoch in Deutschland zunächst in den Single-Trend-Charts platzieren. Am 11. August 2023 stieg das Lied schließlich auf Rang 76 der deutschen Singlecharts ein. Seine Bestplatzierung erreichte es zwei Wochen später mit Rang 68 am 25. August 2023. Die Single konnte sich ohne Unterbrechungen fünf Wochen in den Top 100 platzieren, letztmals am 8. September 2023.
Für Becks avancierte June zum ersten Charthit ihrer Karriere. Marco Lesche erreichte in seinen Tätigkeiten als Autor und Produzent ebenfalls zum ersten Mal die Charts. Für Madeline Juno ist es nach Error (November 2013), Like Lovers Do (Februar 2014) und Jalousien (März 2022) bereits die vierte Autorenbeteiligung in den deutschen Singlecharts, die erste an der sie nicht als Interpretin mitwirkte.